# Tales (piłkarz)
Tales, właśc. Tales Flamínio Carlos (ur. 23 marca 1943 w São Manoel) – piłkarz brazylijski, występujący podczas kariery na pozycji ofensywnego pomocnika.

## Kariera klubowa
Tales karierę piłkarską rozpoczął w klubie Ferroviária Araraquara w 1963. Przełomem w jego karierze był transfer do Corinthians Paulista. Łącznie w barwach Corinthians rozegrał 177 meczów, w których strzelił 77 bramek.
W 1971 był zawodnikiem CR Flamengo. Z Flamengo zdobył mistrzostwo stanu Rio de Janeiro – Campeonato Carioca w 1971. W latach 1972–1974 ponownie występował w Ferroviárii. Karierę zakończył w São Bento Sorocaba w 1975.

## Kariera reprezentacyjna
W reprezentacji Brazylii Tales jedyny raz wystąpił 28 lipca 1968 w przegranym 0-1 meczu z reprezentacją Paragwaju, którego stawką było Copa Oswaldo Cruz 1968.